# 두 아내 (2014년 영화)
"두 아내"는 2014년에 개봉한 대한민국의 영화이다.

## 캐스팅
- 고은총
- 손미희
- 박유미